# Радянська школа (журнал)
«Радя́нська шко́ла» — науково-педагогічний місячник, орган Міністерства освіти УРСР, виходив у Києві з 1945 року як продовження «Комуністичної освіти» (1931—1941).
Журнал був призначений для учителів різних типів шкіл, містить статті з питань організації народної освіти, педагогіки і психології, педагогічної освіти, практики навчально-виховної роботи в загально-освітніх школах усіх типів тощо. Головний редактор О. Мазуркевич, з 1958 р. — М. Хлоп'ячий.